# 若宮 (市原市)
若宮（わかみや）は、千葉県市原市の市原地区にある町丁。若宮団地を構成する町丁である。現行行政地名は若宮一丁目から若宮七丁目。郵便番号は290-0006。

## 概要
市原市北部の市原地区に位置する。千葉県住宅供給公社によって開発された団地で、辰巳台団地、姉崎住宅団地に次いで市内3番目に開発された。住宅が中心の地区であるため、市原市の平均と比較して人口密度が高い。

## 地理
北部一帯は菊間と接し、南部一帯は山木と接する。若宮二丁目のごく一部で八幡と接する部分もある。

## 地価
住宅街の地価では2016年（平成28年）の公示地価によれば、若宮1丁目4番11の地点で52,000（円/m2）となっている。

## 歴史

### 沿革

#### 団地開発事業
1964年に千葉県住宅供給公社によって開発されたテラスハウスを中心とした住宅団地である。同時期に開発された姉崎住宅団地や青葉台団地と違い、企業の社宅等ではなく、個人住宅が中心の構成であった。
| 開発     | 千葉県住宅供給公社 |
| 面積     | 602,199m2          |
| 計画人口 | 7,189名            |
| 計画戸数 | 1,920戸            |

#### 年表
- 1964年 - 若宮区画整理事業開始[7]。
- 1975年 - 若宮団地完工[7]。

## 世帯数と人口
2023年（令和5年）4月1日現在の世帯数及び人口の詳細は以下の通りである。
| 町丁字     | 世帯数    | 人口総数 | 人口  | 人口   | 人口     | 人口     | 人口    | 人口   | 世帯人員 |
| 町丁字     | 世帯数    | 人口総数 | 若年  | 若年   | 生産年齢 | 生産年齢 | 高齢    | 高齢   | 世帯人員 |
| ---------- | --------- | -------- | ----- | ------ | -------- | -------- | ------- | ------ | -------- |
| 若宮一丁目 | 538世帯   | 913人    | 54人  | 5.91%  | 443人    | 48.52%   | 416人   | 45.56% | 1.70人   |
| 若宮二丁目 | 352世帯   | 711人    | 58人  | 8.16%  | 317人    | 44.59%   | 336人   | 47.26% | 2.02人   |
| 若宮三丁目 | 311世帯   | 610人    | 35人  | 5.74%  | 282人    | 46.23%   | 293人   | 48.03% | 1.96人   |
| 若宮四丁目 | 357世帯   | 667人    | 51人  | 7.65%  | 289人    | 43.33%   | 327人   | 49.03% | 1.87人   |
| 若宮五丁目 | 249世帯   | 560人    | 49人  | 8.75%  | 268人    | 47.86%   | 243人   | 43.39% | 2.25人   |
| 若宮六丁目 | 318世帯   | 693人    | 92人  | 13.28% | 333人    | 48.05%   | 268人   | 38.67% | 2.18人   |
| 若宮七丁目 | 83世帯    | 184人    | 25人  | 13.59% | 85人     | 46.20%   | 74人    | 40.22% | 2.22人   |
| 合計       | 2,208世帯 | 4,338人  | 364人 | 8.39%  | 2,017人  | 46.50%   | 1,957人 | 45.11% | 1.96人   |

## 通学区域
市立小学校・市立中学校及び県立高等学校の通学区域は以下の通りである。
| 町丁字     | 番地 | 小学校             | 中学校             | 高等学校 |
| ---------- | ---- | ------------------ | ------------------ | -------- |
| 若宮一丁目 | 全域 | 市原市立若宮小学校 | 市原市立八幡中学校 | 第9学区  |
| 若宮二丁目 | 全域 | 市原市立若宮小学校 | 市原市立八幡中学校 | 第9学区  |
| 若宮三丁目 | 全域 | 市原市立若宮小学校 | 市原市立八幡中学校 | 第9学区  |
| 若宮四丁目 | 全域 | 市原市立若宮小学校 | 市原市立八幡中学校 | 第9学区  |
| 若宮五丁目 | 全域 | 市原市立若宮小学校 | 市原市立八幡中学校 | 第9学区  |
| 若宮六丁目 | 全域 | 市原市立若宮小学校 | 市原市立八幡中学校 | 第9学区  |
| 若宮七丁目 | 全域 | 市原市立若宮小学校 | 市原市立八幡中学校 | 第9学区  |

## 施設
- 市原市立若宮小学校
- 市原若宮郵便局
- 若宮中央公園

## 交通

### 鉄道
駅は存在しないが、最寄りは以下の通りである。
- JR東日本内房線 - 八幡宿駅

### バス
町丁内の停留所を通過する路線バスの系統は以下の通りである。
| 運行会社 | 系統     | 区間                        | 経由                             | 備考       |
| -------- | -------- | --------------------------- | -------------------------------- | ---------- |
| 小湊鐵道 | 八02系統 | 八幡宿駅東口 - 千葉労災病院 | 若宮一丁目、辰巳団地             | [ 注釈 2 ] |
| 小湊鐵道 | 八05系統 | 八幡宿駅東口 - 菊間団地     | 若宮六丁目、菊間三又             | [ 注釈 3 ] |
| 小湊鐵道 | 八08系統 | 八幡宿駅東口 - 帝京平成大学 | 若宮一丁目、辰巳団地、うるいど南 | [ 注釈 4 ] |

### 道路
道路についてはこの町丁内に国道や千葉県道は特に通っていない（当町丁の西側近くに館山自動車道が通っている）。 かつて北縁を千葉県道126号八幡菊間線が通っていたが、県道から降格された。